# Љста (притока Сорота)
Љста (рус. Льста), у неким изворима позната и као Лоница (рус. Лонница) река је на западу европског дела Руске Федерације. Протиче преко источних делова Псковске области, односно преко територија њеног Бежаничког и Новоржевског рјона. Лева је притока реке Сорот у коју се улива на њеном 45. километру узводно од њеног ушћа у Великају, и припада басену реке Нарве и Финског залива Балтичког мора.
Свој ток започиње у јужном делу Бежаничког рејона, на подручју Бежаничког побрђа као отока језера Иљсто (површина језера је свега 1,1 km²), и тече углавном у смеру северозапада. Укупна дужина водотока је 80 km, док је површина сливног подручја око 1.310 km².
Најважније притоке Љсте су Оршанка, Олица (дужина тока 27 km), Миљутинка и Березка са леве, те Мухровка (25 km) и Берјозовка са десне стране.